# 柴内俊次
柴内 俊次（しばない しゅんじ、1932年 - 2003年4月14日）は日本の哺乳類学者。
1932年生まれ。東京医科歯科大学で助教授をつとめる。モグラ類のアイマー器官について解剖学的な研究をおこなった。
1990年、東京医科歯科大学歯学博士。論文は「Ultrastructure of the Eimer′s Organs of the Japanese Shrew Mole, Urotrichus talpoides(Insectivora, Mammalia)and thier Changes Following Infraorbital Axotomy 」。

## 著書
- Neal, Ernest G. 柴内俊次訳 (1974), アナグマの森, （世界動物記シリーズ6）, 思索社, ISBN 978-4-7835-0028-5
- ネイチャー・プロ編集室 クジラ・イルカ ほるぷ出版、1998（進化がわかる動物図鑑 / ネイチャー・プロ編集室構成・文）ISBN 4-593-57124-3[2]
- ネイチャー・プロ編集室 モグラ・コウモリ・アルマジロ ほるぷ出版、1998（進化がわかる動物図鑑 / ネイチャー・プロ編集室構成・文）ISBN 4-593-57120-0[3]
- 柴内俊次 昆虫からモグラへ : 分類・生態・解剖 柴内俊次助教授定年退職記念事業会 2003-10[4]

## 論文
- 国立情報学研究所収録論文 国立情報学研究所
- 柴内俊次,矢頭昇「屋久島産の歩行虫科甲虫数種 昆虫学評論」、日本甲虫学会、1951年2月5日、ISSN 02869810、NAID 40017796072。
- 柴内俊次「志賀高原討論集会のお知らせ」『哺乳類科学』、日本哺乳類学会、1965年2月5日、2-3頁、ISSN 0385-437X、NAID 130000885800。
- 柴内俊次「入門書出版の趣旨 哺乳類研究のあり方に関連して」『哺乳類科学』、日本哺乳類学会、1966年1月6日、11-16頁、ISSN 0385-437X、NAID 130000885852。
- 柴内俊次「哺乳類における種の問題」『哺乳類科学』、日本哺乳類学会、1967年3月7日、10-25頁、ISSN 0385-437X、NAID 130000885923。
- 柴内俊次,田隅本生訳、コルバート「脊椎動物の進化. 上. 下（築地書館）」『哺乳類科学』、日本哺乳類学会、1967年3月7日、41-42頁、ISSN 0385-437X、NAID 130000885927。
- 柴内俊次「III 徳田御稔著「二つの遺伝学. 全3巻」出版に寄せて」『哺乳類科学』、日本哺乳類学会、1968年1月8日、30-33頁、ISSN 0385-437X、NAID 130000886043。
- 柴内俊次「I 徳田御稔：生物地理学（1969, 築地書館, A5, 200頁）」『哺乳類科学』、日本哺乳類学会、1969年1月9日、55-57頁、ISSN 0385-437X、NAID 130000886096。
- シンポ準備会（柴内俊次）「9. あとがき」『哺乳類科学』、日本哺乳類学会、1974年1月14日、122-124頁、ISSN 0385-437X、NAID 130000884339。
- 柴内俊次「シンポジウム「発生変異と進化」短評」『哺乳類科学』、日本哺乳類学会、1980年1月20日、87-88頁、ISSN 0385-437X、NAID 130000884533。

## 関連人物
- 窪田金次郎
- 田隅本生